# Eva Forest
Eva Forest, eigentlich Genoveva Forest (3. April 1928 in Barcelona – 19. Mai 2007 in Hondarribia, Baskenland), war eine spanische Ärztin, Schriftstellerin, Verlegerin und international bekannte Widerstandskämpferin gegen die Franco-Diktatur.

## Leben
Eva Forest wurde 1928 als Tochter des Malers Juan Forest sowie einer Arbeiterin in Barcelona geboren. Sie erwarb eine Ausbildung als Ärztin. 1955 heiratete sie Alfonso Sastre (1926–2021), einen spanischen Theater-Nationalpreisträger, und bekam mit ihm drei Kinder. Von 1956 bis 1962 lebten Eva Forest und Alfonso Sastre im Exil in Paris, nachdem Alfonso Sastre während Protesten 1956 inhaftiert worden war. Dort schrieb sie ihren Roman Febrero (Februar).
Nach ihrer Rückkehr aus dem Exil wurde sie 1962 für die Organisation einer Demonstration von Frauen zur Unterstützung streikender Bergarbeiter in Asturien verhaftet. Da sie sich weigerte eine Strafe zu zahlen, blieb sie für einen Monat im Gefängnis. 1966 besuchte sie zum ersten Mal Kuba.
Am 17. September 1974 wurde Eva Forest wegen der Unterstützung des Widerstandskampfes gegen das Franco-Regime verhaftet und blieb bis zum 20. Mai 1977 inhaftiert. In der Haft wurde sie wiederholt gefoltert. Zuvor war unter dem Pseudonym Julen Agirre von ihr das Buch Operación Ogro (dt. „Operation Menschenfresser“) erschienen, das auf konspirativ zustandegekommenen Interviews mit den Attentätern gegen den designierten Franco-Nachfolger Luis Carrero Blanco basierte und ein Untergrund-Bestseller wurde.
International bekannt wurde sie mit dem Band Tagebuch und Briefe aus einem spanischen Gefängnis, der auf Deutsch 1975 erschien. Auch aufgrund der nach der Publikation von Tagebuch und Briefe… entstandenen internationalen Solidarität und der Kampagnen zu ihrer Freilassung entging sie 1975 zumindest der Todesstrafe in einem Prozess, in dem ihr vorgeworfen worden war, sie sei an einem Sprengstoffanschlag auf ein Madrider Polizisten-Café beteiligt gewesen.
Nach ihrer Freilassung als eine der letzten Gefangenen der Franco-Diktatur 1977, zog Eva Forest ins Baskenland, wo sie auch als Verlegerin tätig wurde. In dem von ihr gegründeten Verlag Hiru (dt. „Drei“) erschienen neben ihren eigenen Werken und den Stücken und Essays ihres Mannes Alfonso Sastre unter anderem Werke von Peter Weiss, Dario Fo, Heiner Müller und Noam Chomsky, die unter Franco in Spanien nicht hatten verlegt werden dürfen. Daneben blieb sie weiterhin schriftstellerisch aktiv und politisch engagiert; eine neuere Erzählung (Alice) von Eva Forest thematisiert z. B. die auch nach Franco partiell noch praktizierte Folter in Spanien. Weltweit engagierte sie sich außerdem zugunsten politischer Gefangener. Starke Kontakte verbanden sie seit den frühen 1960er-Jahren mit Kuba.
Am 19. Mai 2007 starb Eva Forest mit 79 Jahren im baskischen Hondarribia.

## Zitate
„Ich meine, dass Krieg, Unterdrückung und Folter fürchterlich sind, Geißeln der Menschheit, aber schlimmer ist, dass diese Geißeln – und vor allem diejenigen, die sie schwingen – nicht bemerkt, nicht angeklagt, nicht bekämpft werden.“ (2005)

## Werke in deutscher Übersetzung
- Tagebuch und Briefe aus einem spanischen Gefängnis. Aus dem Spanischen von Nils Thomas Lindquist. München, 1975
- Operation Menschenfresser: wie und warum wir Carrero Blanco hingerichtet haben; ein authentischer Bericht und Dokumente von E.T.A. von Julen Agirre (d.i. Eva Forest), übersetzt von Annie Le Roux. Berlin und München, 1976
- Alice. Eine Erzählung. Über Repressionen und Verfolgungen im Baskenland. Berlin, 1988